# Lisette Olivera
Lisette Olivera, nata Lisette Alexís Gutiérrez (Los Angeles, 16 aprile 1999), è un'attrice statunitense, nota per il ruolo di Jess Valenzuela nella serie Il mistero dei Templari - La serie.

## Biografia
Lisette Olivera è nata il 16 aprile 1999 a Los Angeles, da genitori messicani. La sua carriera di attrice è iniziata con il cortometraggio del 2019 Feint. Nello stesso anno, ha interpretato Belle nella webserie Total Eclipse. Successivamente, ha impersonato Amy nel film horror di Sean King O'Grady We Need to Do Something. Nell'estate del 2021, è stata annunciata come la protagonista, Jess, nella serie Il mistero dei Templari - La serie. La serie è basata sull'omonima serie di film con Nicolas Cage. L'opera vede come co-protagonisti Catherine Zeta-Jones e Harvey Keitel. La sua interpretazione ha ottenuto recensioni positive.

## Filmografia

### Cinema
- We Need to Do Something, regia di Sean King O'Grady (2021)

### Televisione
- Total Eclipse - serie TV, 7 episodi (2019)
- Il mistero dei Templari - La serie (National Treasure: Edge of History) - serie TV, 10 episodi (2022)
- FBI  - serie TV, 5 episodi (2024)

### Cortometraggi
- Feint, regia di Matthew Genecov (2019)

## Doppiatrici italiane
Nelle versioni in italiano delle opere in cui ha recitato, Lisette Olivera è stata doppiata da:
- Sara Labidi in Il mistero dei Templari - La serie
- Lucrezia Marricchi in FBI